# Kontagora (Nigeria)
Kontagora ist eine Stadt im nigerianischen Bundesstaat Niger und liegt im Nordwesten von Nigeria. Einer Schätzung von 2007 zufolge hat sie 102.888 Einwohner. Die Stadt liegt am gleichnamigen Fluss Kontagora.
Die verschiedenen kleinen Stammesfürstentümer, in die das Gebiet von Kontagora ursprünglich unterteilt war – Aguarra, Dakka-Karri, Dukawa und Ngaski – wurden zwischen 1858 und 1864 von den Fulbe erobert und zu einem Emirat vereinigt, das vom Sultanat von Sokoto abhängig war. 1901 fiel das Emirat unter britische Herrschaft und wurde in das Protektorat Nordnigeria eingegliedert.
Kontagora und seine Umgebung bilden eines der 25 Local Government Areas (LGA) des Bundesstaates Niger mit einer Fläche von 2080,57 km². Bei der vorletzten Volkszählung 1991 hatte die LGA 138.080 Einwohner und damit eine Bevölkerungsdichte von 66 Einwohnern je km². In der Stadt selbst wurden 63.994 Einwohner gezählt.
Als Reaktion auf die Mohammed-Karikaturen wurden im Februar 2006 mindestens zwei Menschen getötet und vier Kirchen in Brand gesetzt. In Kontagora ist wie im gesamten nigerianischen Norden die Schari'a in Kraft.